# Kautionszwang
Der Kautionszwang war im 18. und 19. Jahrhundert in Deutschland ein Mittel, um die Pressefreiheit einzuschränken. Er wurde 1871 bei der Gründung des Deutschen Reiches abgeschafft.
Jede periodisch erscheinende Druckschrift hatte vor ihrem erstmaligen Erscheinen eine Geldsumme bei der Amtskasse zu hinterlegen, die im Regelfall nach der Periodizität und Auflage gestaffelt wurde und zum Teil beträchtliche Höhen erreichte. Im Bundespressgesetz wurden als Richtschnur – nicht als Maximalwert – 5000 preußische Taler courant bzw. 8000 rheinische Gulden vorgeschrieben, wobei 5000 Taler der vierfachen Summe des jährlichen Unterhalts der preußischen Pressstation in Frankfurt entsprachen. 
In den meisten Ländern des Deutschen Bundes wurde schon in den ersten Presseverordnungen und -gesetzen die Einführung einer Kaution festgelegt und damit den meisten der kleineren und mittleren Zeitungen, die oft nur über ein kleines Budget verfügten, der finanzielle Boden unter den Füßen entzogen. Die Idee dahinter war, dass nur solventen Herausgebern die Möglichkeit bestand, politische Tageszeitungen herauszugeben, da man davon ausging, dass dieser Personenkreis dem Staatserhalt auch aus eigenen finanziellen Interessen eher zugeneigt sei, als der finanziell schlechter gestellte Durchschnitt.
Die Kaution haftete für alle in einem Gerichtsverfahren straf- und zivilrechtlicher Natur erkannten Geldstrafen und anfallenden Gerichtskosten. In einigen Ländern konnten die Gerichte auch direkt auf Verfall der Kaution erkennen. 
Den politischen Charakter dieser Regelung kann man aus der Bestimmung herauslesen, dass nur Zeitungen politischen Inhalts von dem Kautionssystem erfasst wurden. Zeitungen religiösen, wissenschaftlichen, familiären Charakters oder Anzeigenblätter waren ebenso wie Amtsnachrichten oder offizielle Zeitungen von der Kaution befreit, wobei den Polizeibehörden die Einstufung nach der politischen oder sozialen Tendenz einer Zeitung oblag.

## Rechenbeispiel
Der Kladderadatsch kostete im Einzelpreis 1854 1 ½ Silbergroschen und lag damit im Mittel deutscher Tageszeitungen. Dreißig Silbergroschen ergaben einem Taler. Somit entsprach die Kaution dem Umsatz einer Auflage von 100.000 Exemplaren oder, bei einer Tagesauflage von 25.000 verkauften Exemplaren, von vier Auflagen. 